# Paul Hackett
Paul Hackett (Burlington, 5 luglio 1947) è un allenatore di football americano statunitense.
Ha giocato come quarterback per 3 anni da titolare dal 1966 al 1968 negli UC Davis nella NCAA.

## Nella NFL come allenatore
Stagioni 1981 e 1982
Ha iniziato la sua carriera nella NFL con i Cleveland Browns come coach dei quarterback.
Stagioni: dalla 1983 alla 1985
Passa ai San Francisco 49ers con lo stesso ruolo.
Stagioni: dalla 1986 alla 1988
Passa ai Dallas Cowboys come coordinatore dei passaggi.
Stagioni: dalla 1993 alla 1997
Ha firmato con i Kansas City Chiefs per il ruolo di coordinatore dell'attacco.
Stagioni: dalla 2001 alla 2004
Firma con i New York Jets sempre per lo stesso ruolo.
Stagioni: dalla 2005 alla 2007
Passa ai Tampa Bay Buccaneers come coach dei quarterback.
Dalla stagione 2009 alla 2010
Approda agli Oakland Raiders firmando il 28 gennaio per la terza volta nella sua carriera come allenatore dei quarterback.
Terminata la stagione 2010 ha chiuso il suo contratto con i Raiders.

## Link utili
- (EN) La sua scheda su Oakland Raiders.com, su raiders.com. URL consultato il 14 gennaio 2011 (archiviato dall'url originale il 15 gennaio 2011).